# 香港裁判法院

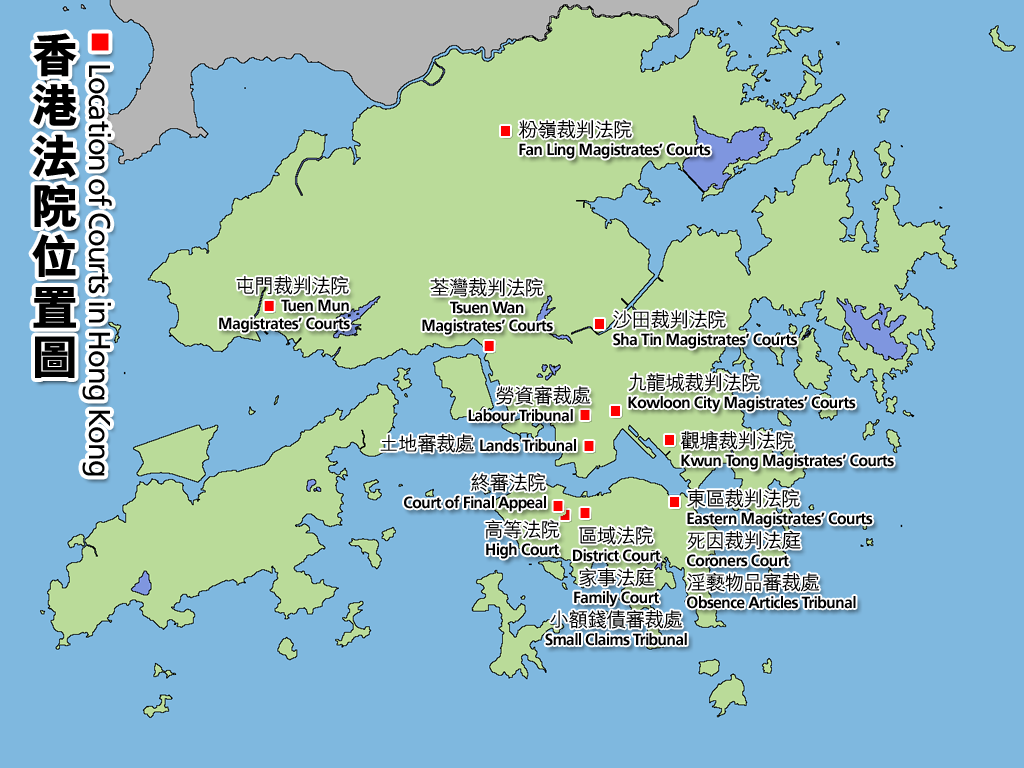
香港各級法院位置圖

裁判法院（英語：Magistrates' Courts）是香港最初級的刑事法院，可以聆訊的控罪包括簡易程序罪行和可公訴罪行，民事訴訟、較嚴重的可公訴罪行會移交至區域法院或高等法院原訟法庭審理。所有刑事案件的程序都是於裁判法院開始。與香港其他法院不同，裁判法院的裁判員稱為裁判官（1992年前則稱為裁判司），而非法官。
裁判法院在1992年前的名稱為裁判司署。

## 裁判程序
所有刑事案件不論案情大小，審理程序都是在裁判法院開始；某些嚴重案件（例如謀殺）差不多肯定交由上級法院審理，故此程序俗稱「過堂」。執法機關（如香港警務處）拘捕疑犯後，必須在48小時內連同足夠證據將疑犯提交裁判法院進行起訴（提起公訴），查考表面證供是否成立。如果案件簡單則可以立即判決；如果裁判官認為案情複雜或者嚴重，則需要提交至更高級的法院進行審理（下詳），讓疑犯保釋；又或被告有可能棄保潛逃，則可以批准羈押。

## 判刑
在一般情況下，裁判法院的最高刑罰為監禁2年和罰款10萬港元（就一宗案件只涉及單一罪行而言）。但是，當裁判法院同時處理兩項或以上的可公訴罪行時，裁判官可判處最高3年的刑期。就某些條例而言，單一罪行可判處監禁3年和罰款500萬港元。至於有關違例小販、交通違例事項、亂拋垃圾、公司沒有遵守《公司條例》事項以及僱主違反《僱傭條例》事項等性質較輕微的罪行，則由特委裁判官負責審理。
特委裁判官不能判處監禁刑罰，而一般罰款的上限為5萬港元，除非在任何其他條例中明確訂定一個較高的金額。

## 現時運作之裁判法院
| 裁判法院       | 案号代码 | 地址                                   | 管轄範圍                                                                 |
| -------------- | -------- | -------------------------------------- | ------------------------------------------------------------------------ |
| 東區裁判法院   | E        | 香港西灣河太安街29號東區法院大樓       | 香港島、離島 （不包括大嶼山）                                            |
| 西九龍裁判法院 | W        | 九龍長沙灣通州街501號西九龍法院大樓    | 深水埗、旺角、油麻地、佐敦、尖沙咀、西九龍、葵青、荃灣 、離島 （大嶼山） |
| 九龍城裁判法院 | K        | 九龍九龍城亞皆老街147M號九龍城法院大樓 | 紅磡、九龍城、黃大仙                                                     |
| 觀塘裁判法院   | KT       | 九龍鯉魚門道10號觀塘法院大樓           | 觀塘、啟德、黃大仙、西貢、將軍澳                                         |
| 屯門裁判法院   | TM       | 新界屯門屯喜路1號屯門法院大樓          | 屯門、天水圍、元朗、錦上路、深井                                         |
| 粉嶺裁判法院   | F        | 新界粉嶺璧峰路1號粉嶺法院大樓          | 大埔、北區                                                               |
| 沙田裁判法院   | ST       | 新界沙田宜正里1號沙田法院大樓          | 沙田、馬鞍山                                                             |
| 荃灣裁判法院   | TW       | 新界荃湾大河道70号荃湾法院大楼         |                                                                          |

## 已關閉之裁判法院
| 裁判法院       | 關閉年份 | 地址                      | 其後用途                                                              |
| -------------- | -------- | ------------------------- | --------------------------------------------------------------------- |
| 中央裁判司署   | 1979     | 香港中環亞畢諾道1號       | 最高法院、入境事務處、舊中區警署，現為「大館」一部分                  |
| 銅鑼灣裁判司署 | 1986     | 香港銅鑼灣電氣道20號      | 拆卸及重建成柏景臺以及港鐵天后站                                      |
| 西區裁判法院   | 2004     | 香港西營盤薄扶林道2A      | 勞工處勞資關係科（西港島）辦事處及就業中心/渠務署淨化海港計劃部辦公室 |
| 南九龍裁判法院 | 2000     | 九龍油麻地加士居道36-38號 | 勞資審裁處/土地審裁處                                                 |
| 北九龍裁判法院 | 2005     | 九龍石硤尾大埔道292號     | 薩凡納藝術設計學院香港分校（2020年6月1日起停辦），大樓現已交還政府    |
| 新蒲崗裁判法院 | 2001     | 九龍新蒲崗太子道東690號   | 拆卸及重建成住宅商業綜合項目譽·港灣及商場Mikiki                       |
| 前粉嶺裁判法院 | 2002     | 新界粉嶺馬會道302號       | 香港青年協會領袖學院                                                  |

## 歷任總裁判官
1. 湯寶臣 先生 （1998－2000）
2. 李瀚良 先生 （2000－2008）[1]
3. 唐　文 先生 （2008－2013）[1]
4. 李慶年 先生 （2014－2018）[2]
5. 羅德泉 先生 （2018－2020，署任）
6. 蘇惠德 先生 （2020－）[3]

## 外部連結
- 香港裁判法院 官方网站